# 東山手十二番館

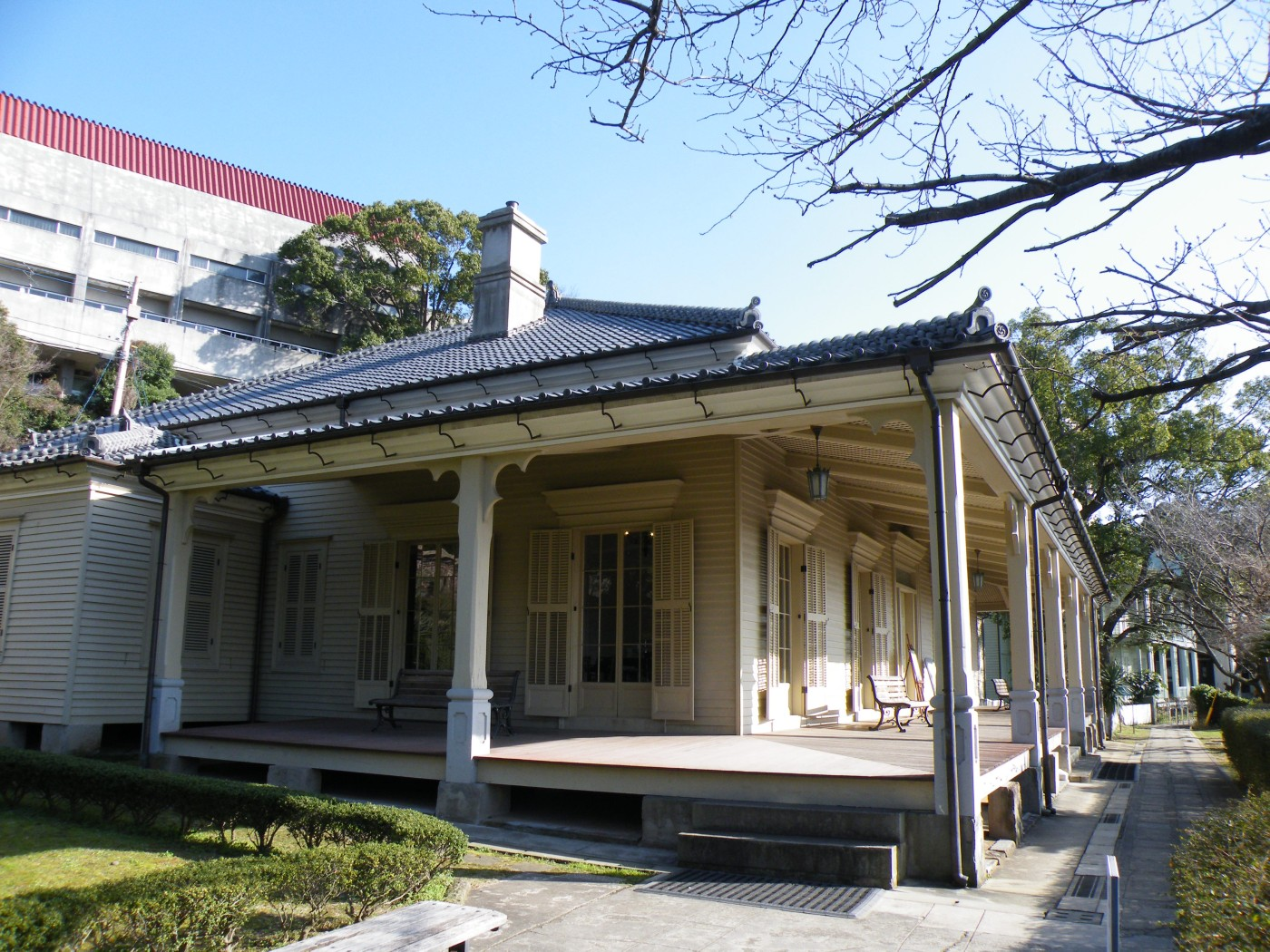
東山手十二番館

東山手十二番館（日语：ひがしやまてじゅうにばんかん）是一座位於日本長崎縣長崎市的修建於明治時代初期的木造洋館。它是長崎市大浦・東山手地區現存洋館中最為古老的西式建築。1998年，其主屋和附属屋兩棟建築被指定為重要文化財，現在是「舊居留地私學歴史資料館」。

## 简介
東山手十二番館是位于东山手荷兰坂附近的木造平房式洋馆。由主屋和附属屋组成。主屋内有三间大房间，据称在领事馆时期曾作为客厅和办公室使用。附属屋与主屋相比空间较小，据称曾作为领事馆工作人员的居住空间使用。外墙主屋与附属屋均采用雨淋板贴面，内墙以灰泥饰面，西侧（面向海侧）设有宽敞的阳台。
建筑业主为美国商人沃尔什，竣工初期作为俄罗斯领事馆使用，后改为美国领事馆及卫理公会传教士住宅。1976年由活水学院捐赠给長崎市。

现作为「舊居留地私學歴史資料館」使用。建筑内部为展览室，展示以长崎为发祥地、主要由各教派的基督教传教士创办的私立学校的相关资料。

## 外部連結
- 長崎市観光宿泊サイトによる紹介 （页面存档备份，存于）

32°44′16.1″N 129°52′24.9″E / 32.737806°N 129.873583°E